# Conotrochus
Conotrochus is een geslacht van neteldieren uit de klasse van de Anthozoa (bloemdieren).

## Soorten
- Conotrochus asymmetros Cairns, 1999
- Conotrochus brunneus (Moseley, 1881)
- Conotrochus funicolumna (Alcock, 1902)
- Conotrochus typus Seguenza, 1863  †